# Demultiplekser
Demultiplekser ali razdeljevalnik ima en vhod, n adresnih vhodov in 2n izhodov. Tisti izmed izhodov, ki je izbran z adreso, bo imel vrednost vhoda. Opravlja ravno nasprotno funkcijo, kot izbiralnik ali multiplekser.
Če ima vhod Enable, mu rečemo tudi dekodirnik!
Po navadi ga srečamo v izvedbi z nizkimi vhodi in nizkimi izhodi. Razlog nizkih vhodov je manjša obremenitev, nizkih izhodov pa manjša zakasnitev (potrebovali bi dodaten negator na izhodu).
Z razdeljevalniki lahko realiziramo logične funkcije. Z manjšimi razdeljevalniki lahko realiziramo večje razdeljevalnike.